# Лановецкая городская община
Лановецкая городская община (укр. Лановецька міська громада) — территориальная община в Кременецком районе Тернопольской области Украины.
Административный центр — город Лановцы.
Население составляет 21878 человек. Площадь — 478,5 км².
В соответствии с распоряжением Кабинета Министров Украины от 12 июня 2020 года, в состав общины вошла территория Лановецкого городского совета, а также Акимовского, Бережанского, Белозирского, Бугловского, Ванжуловского, Вербовецкого, Верещаковского, Вышгородокского, Влащинецкого, Гриньковского, Загорцевского, Иванковецкого, Краснолуксккого, Лопушненского, Малобелковского, Молотковского, Москалевского, Печорнянского и Юськовецкого сельских советов упразднённого Лановецкого района.

## Населённые пункты
В состав общины входят 1 город и 40 сёл:
- Город Лановцы
- Акимовский старостинский округ:
  - Акимовцы
  - Татаринцы
- Бережанский старостинский округ:
  - Бережанка
  - Великая Белка
  - Жуковцы
  - Малая Белка
  - Мартышковцы
- Белозирский старостинский округ:
  - Белозирка
  - Москалевка
  - Плиска
  - Шушковцы
- Бугловский старостинский округ:
  - Буглов
  - Люлинцы
  - Огрызковцы
- Ванжуловский старостинский округ:
  - Ванжулов
  - Волица
  - Малая Карначевка
  - Малые Кусковцы
  - Оришковцы
- Вербовецкий старостинский округ:
  - Вербовец
  - Влащинцы
- Вышгородокский старостинский округ:
  - Вышгородок
  - Коростова
  - Кутыска
  - Печорна
  - Соколовка
- Грибовский старостинский округ:
  - Грибова
  - Гриньки
  - Козачки
- Загорцевский старостинский округ:
  - Загорцы
  - Михайловка
- Лопушненский старостинский округ:
  - Верещаки
  - Коржковцы
  - Лопушное
  - Пахиня
- Иванковецкий старостинский округ:
  - Иванковцы
  - Молотков
  - Осники
- Юськовецкий старостинский округ:
  - Краснолука
  - Юськовцы